# Wuxi
Wuxi (en chino, 无锡; pinyin, Wúxī) es una ciudad industrial de la provincia de Jiangsu en la República Popular China, dividida en dos mitades por el lago Tai. Situada a unos 130 kilómetros al noroeste de la ciudad de Shanghái, limita con Changzhou al oeste, Suzhou al este, con el río Yangtsé al norte y con la provincia de Zhejiang al sur. Por sus hermosos paisajes, es conocida con el apodo de la "perla del lago Tai", y también como la "pequeña Shanghai" debido a su proximidad a la ciudad, a su rápido proceso de urbanización y al auge de su economía.
La ciudad tiene diversos escenarios naturales. Destaca el lago Taihu, el tercero en tamaño de todo el país. La ciudad está también atravesada por el Gran Canal de China. Por Wuxí pasan dos canales: uno es el original mientras que el otro se construyó en 1949.
En la ciudad se practica el budismo, el taoísmo, el islam, el catolicismo, el cristianismo, entre otras religiones.

## Administración
La ciudad-prefectura de Wuxi se divide en 5 distritos y 2 ciudades:
- Distrito de Liangxi (梁溪区)
- Distrito de Binhu (滨湖区)
- Distrito de Huishan (惠山区)
- Distrito de Xishan (锡山区)
- Distrito de Xinwu (新吴区)
- Ciudad Jiangyin (江阴市)
- Ciudad Yixing (宜兴市)

## Nombre
Wuxi significa "sin estaño", aunque los eruditos sugieren que el nombre de la ciudad puede venir de "Wuxu" (吳墟), que significa las ruinas del Estado Wu. El nombre también puede provenir de la palabra Baiyue que significa "dios pájaro".

## Historia
Según historiadores tradicionales chinos, dos príncipes de Zhou, Taibo y Zhongyong, fundaron el primer estado chino en el área del hoy Wuxi alrededor del siglo XI a. C. El estado Wu (吴国) tuvo su primera capital en Meili. Taibo y Zhongyong ayudaron a desarrollar la agricultura y las vías fluviales de la zona. Taibo murió sin dejar heredero y Zhongyong lo sucedió como rey de Wu. Sus descendientes fueron posteriormente feudales antes de declararsen a sí mismos reyes durante el período de Primaveras y Otoños.
Un santuario para Taibo se creó en las cercanías, aunque la estructura de madera original fue destruida en la guerra, se ha reconstruido varias veces. Una piedra tallada con los dichos de Confucio todavía se pueden ver en el moderno santuario, cuya arquitectura data en su mayoría a la dinastía Qing.
El Estado Wu se convirtió en uno de los reinos más fuertes durante el período de primavera y otoño. El general chino Sun Tzu llegó a Wu y ayudó al rey en asuntos militares, incluso hoy en día algunos de sus descendientes todavía viven en Wuxi. Sin embargo, Wu luego fue derrotado por el estado Yue.
El centro cultural y económico de la zona "Wu" se desplazó a Suzhou después del reinado del primer emperador de la dinastía Qin "Qin Shi Huang" que unificó China; Wuxi en ese momento pertenecía a Suzhou. Durante la dinastía Han, Wuxi se creó como condado por el emperador Han Wudi. Registros históricos muestran que el estaño fue descubierto durante la primera época Han, dando lugar a conflictos en la zona, sin embargo, el metal pronto se agotó. En aquella vez se cree que dio origen al nombre Wuxi, que significa "sin estaño." El nombre fue cambiado a Youxi (有 錫), que significa "con estaño", durante el período de Wang Mang.
La agricultura y la industria de la seda florecieron en Wuxi y la ciudad se convirtió en un centro de transporte bajo la dinastía Tang después de la construcción del Gran Canal. Aunque Suzhou se convirtió en el centro de la zona de Wu, Wuxi también fue importante.

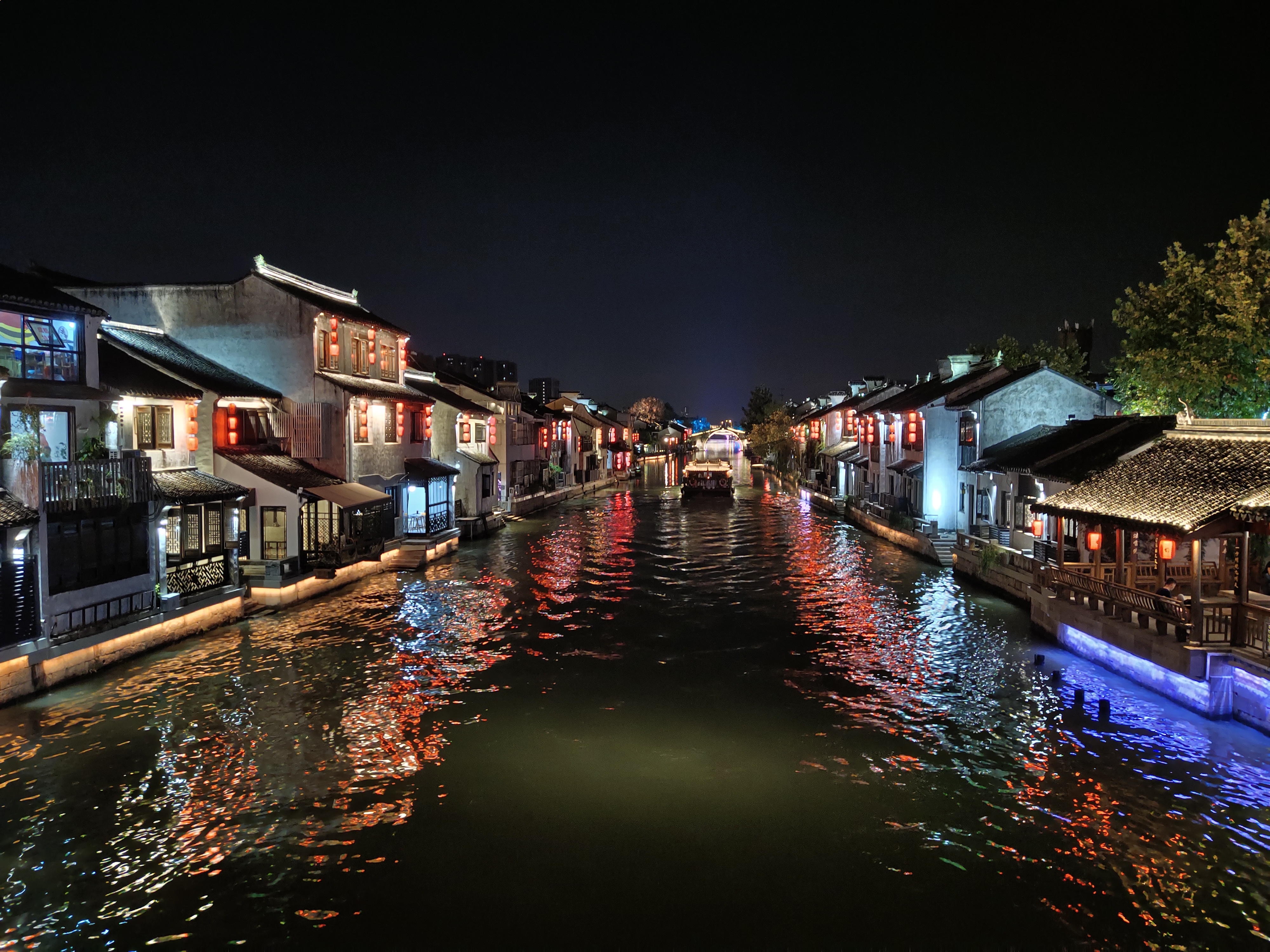
Puente Qingming

Durante la dinastía Ming, Wuxi se convirtió en un centro cultural próspero. A finales de los periodos Ming y Qing, Wuxi era centro de discusión política. La agricultura, el arroz y la pesca eran los principales productos durante el período Qing.
Durante la rebelión de Taiping, Wuxi fue devastada por la destrucción de la guerra, al igual que otras partes del Yangtsé. La guerra interrumpió la siembra en la región.
Durante el siglo XIX, Wuxi se convirtió en un centro de la industria textil china y uno de los cuatro mercados más importantes de arroz a nivel nacional. Para 1878, Wuxi fue el condado líder en la producción de seda en Jiangsu, superando incluso a la capital a Suzhou. En ese mismo siglo, Wuxi fue también el centro regional para el transporte marítimo y fluvial de granos y un importante centro comercial.
Durante el período comprendido entre 1900 a 1940, Wuxi fue considerada uno de los condados más importantes de China, fue nombrada en dramas como "Tormenta" del dramaturgo Cao Yu. Después de que la República Popular China fue creada por los comunistas en 1949, Wuxi continuó creciendo en importancia, con el establecimiento de una mayor producción textil y de industria pesada. Esta ciudad fue considerada la segunda ciudad más importante de la provincia después de la capital de Nankín.

## Geografía
La planificación de Wuxi es la típica de las antiguas ciudades chinas, con una ciudad central a la que se añade una serie de barrios en una planificación circular. Estos barrios están atravesados por antiguos canales que se utilizaban para el transporte de mercancías, siendo el canal principal el que acumula más tráfico.
Wuxi se encuentra en una llanura aluvial de depósitos sedimentarios cortado entre estratos de piedra caliza.

## Clima
El clima en la ciudad es extremo, con veranos tórridos e inviernos gélidos. La temperatura media anual es de 18 °C. Dada su proximidad al mar de la China Oriental, tiene una estación monzónica y la media de precipitación anual es de 1000 mm.
| Parámetros climáticos promedio de Wuxi | Parámetros climáticos promedio de Wuxi | Parámetros climáticos promedio de Wuxi | Parámetros climáticos promedio de Wuxi | Parámetros climáticos promedio de Wuxi | Parámetros climáticos promedio de Wuxi | Parámetros climáticos promedio de Wuxi | Parámetros climáticos promedio de Wuxi | Parámetros climáticos promedio de Wuxi | Parámetros climáticos promedio de Wuxi | Parámetros climáticos promedio de Wuxi | Parámetros climáticos promedio de Wuxi | Parámetros climáticos promedio de Wuxi | Parámetros climáticos promedio de Wuxi |
| Mes                                    | Ene.                                   | Feb.                                   | Mar.                                   | Abr.                                   | May.                                   | Jun.                                   | Jul.                                   | Ago.                                   | Sep.                                   | Oct.                                   | Nov.                                   | Dic.                                   | Anual                                  |
| -------------------------------------- | -------------------------------------- | -------------------------------------- | -------------------------------------- | -------------------------------------- | -------------------------------------- | -------------------------------------- | -------------------------------------- | -------------------------------------- | -------------------------------------- | -------------------------------------- | -------------------------------------- | -------------------------------------- | -------------------------------------- |
| Temp. máx. media (°C)                  | 7.4                                    | 9.1                                    | 13.5                                   | 20.0                                   | 25.4                                   | 28.6                                   | 31.8                                   | 30.9                                   | 27.0                                   | 21.9                                   | 16.0                                   | 9.9                                    | 20.1                                   |
| Temp. mín. media (°C)                  | 0.2                                    | 1.8                                    | 5.7                                    | 11.1                                   | 16.5                                   | 21.3                                   | 24.9                                   | 24.0                                   | 19.6                                   | 13.4                                   | 7.3                                    | 1.7                                    | 12.2                                   |
| Precipitación total (mm)               | 47.3                                   | 49.7                                   | 82.5                                   | 62.4                                   | 79.8                                   | 138.5                                  | 121.8                                  | 99.1                                   | 53.7                                   | 41.2                                   | 39.5                                   | 28.1                                   | 843.6                                  |
| Fuente: MSN Weather                    |                                        |                                        |                                        |                                        |                                        |                                        |                                        |                                        |                                        |                                        |                                        |                                        |                                        |

## Población

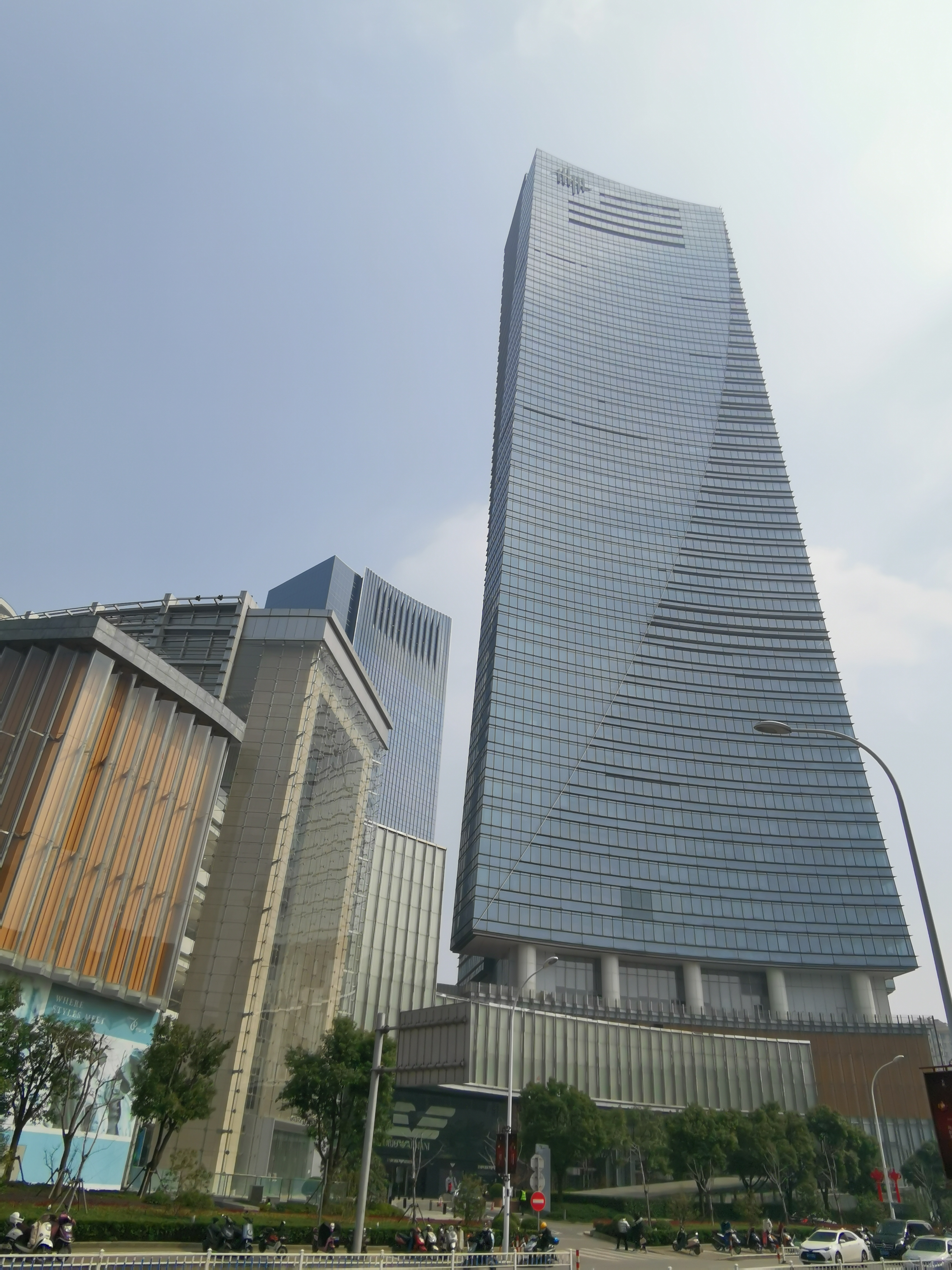
Center66

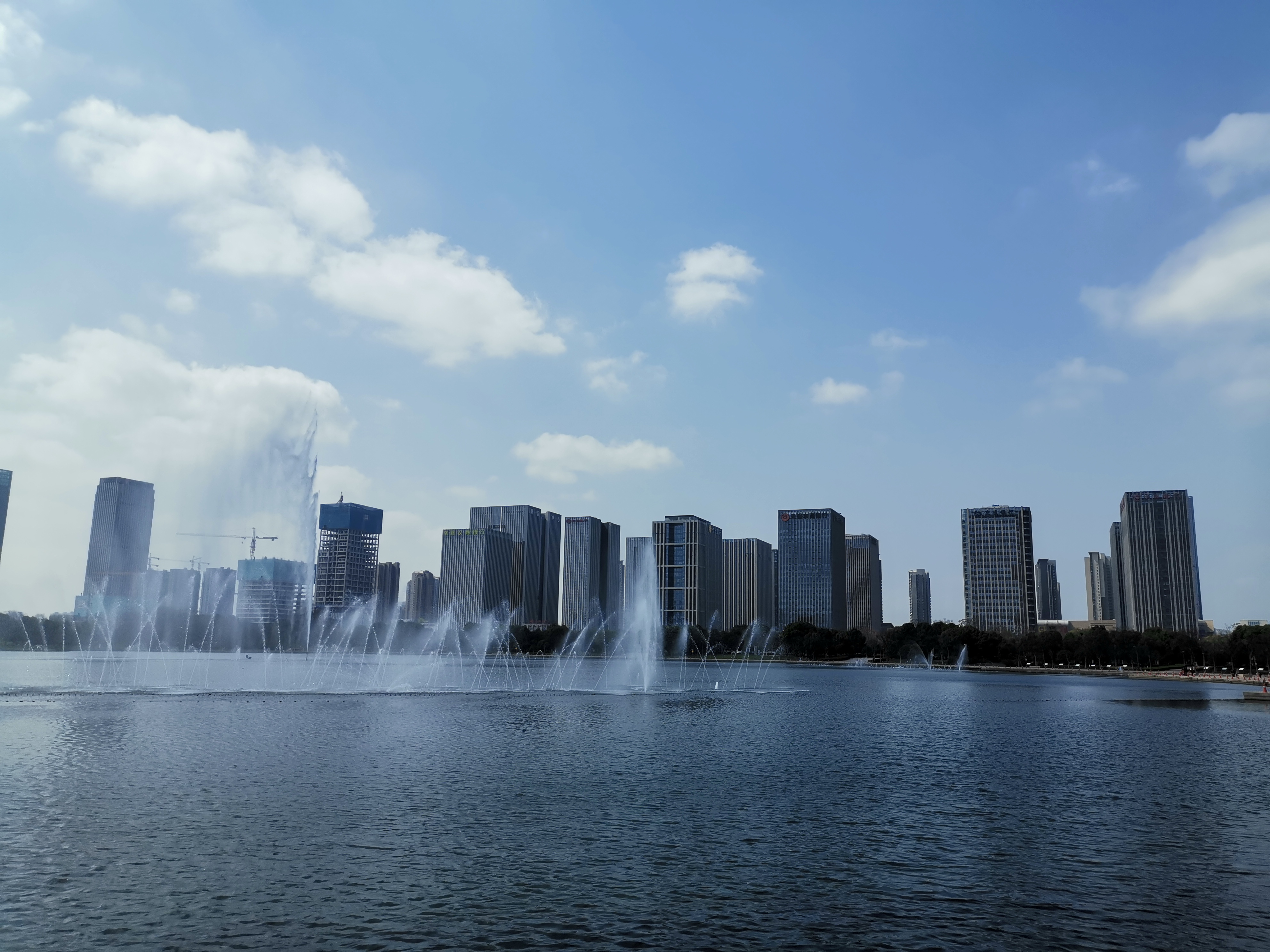
Calle financiera

A finales de 2012, la ciudad de Wuxi registró una población total de 4.700.000, la población residente fue de 6.465.000, de los cuales 2,41 millones de personas viven en las zonas urbanas. En la ciudad habitan 2,33 millones de hombres y 2,36 millones de mujeres.
En 2024, el PIB de la ciudad de Wuxi alcanzó los 1.626.329 millones de yuanes, un aumento interanual del 5,8% a precios constantes, superior a la media nacional (5,0%). Entre ellos, el valor añadido de la industria primaria fue de 14.045 millones de yuanes, un aumento interanual del 3,5%; el valor añadido de la industria secundaria fue de 771.602 millones de yuanes, un aumento interanual del 6,2%; El valor añadido de la industria terciaria fue de 840.682 millones de yuanes, un aumento interanual del 5,4%; los ingresos fiscales fueron de 121.010 millones de yuanes, ocupando el tercer lugar en la provincia, con un PIB per cápita de 216.900 yuanes, ocupando el tercer lugar en el país después de Pekín y Shanghái.

## Transporte
La ciudad de Wuxi está estratégicamente ubicada en el centro de la línea Shanghái-Nanjing. Ha sido una importante ruta de transporte desde la antigüedad. Su historia de transporte acuático es aún más larga. Se remonta al río Bodu excavado por Taibo después de que él Este es también el más antiguo de China. La excavación del Gran Canal Beijing-Hangzhou abarcó todo el territorio de Wuxi, convirtiendo a Wuxi en la única ciudad por la que pasa el Gran Canal. En los tiempos modernos, en 1906, se abrió al tráfico el tramo Xihu del ferrocarril Shanghái-Nanjing, y Wuxi comenzó a tener transporte moderno: Cheng, Xiyi, Xihu, Xisu y otras carreteras se construyeron una tras otra, marcando el comienzo de la formación del centro de transporte de Wuxi.
Hoy en día, hay muchas autopistas, carreteras nacionales y ferrocarriles de alta velocidad que pasan por Wuxi; la ciudad tiene una completa red de transporte tridimensional, como aeropuertos internacionales, puertos y metros. Wuxi se ha convertido en una de las principales ciudades centrales regionales de China Oriental.

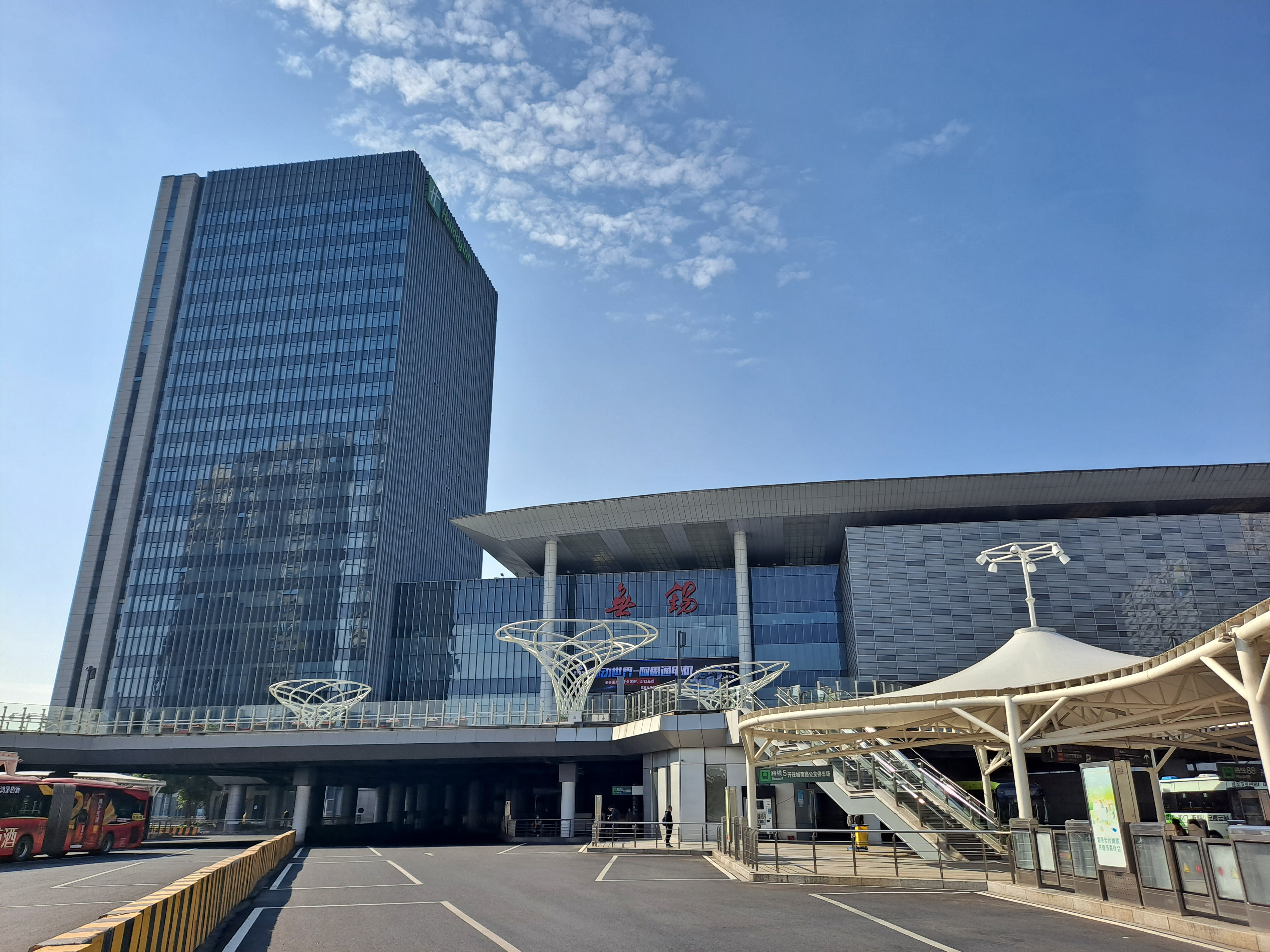
Estación de Wuxi

#### Carretera
En términos de transporte de pasajeros por carretera, la ciudad de Wuxi fusionó las estaciones de autobuses de larga distancia dispersas originales en una estación de autobuses de pasajeros en 2011, que estaba conectada con la Plaza Norte de la Estación de Wuxi (estación de tren interurbano de alta velocidad) y se formó con la Estación Sur de Wuxi. Plaza, sistema de autobuses, metro y una gran zona de centros de transporte llamada Estación Central. La terminal de autobuses de Wuxi es una terminal de pasajeros de primera clase con más de 1700 vuelos diarios, un volumen de transporte diario promedio de 35 000 pasajeros y un volumen máximo de transporte de pasajeros diario de casi 100 000 pasajeros.

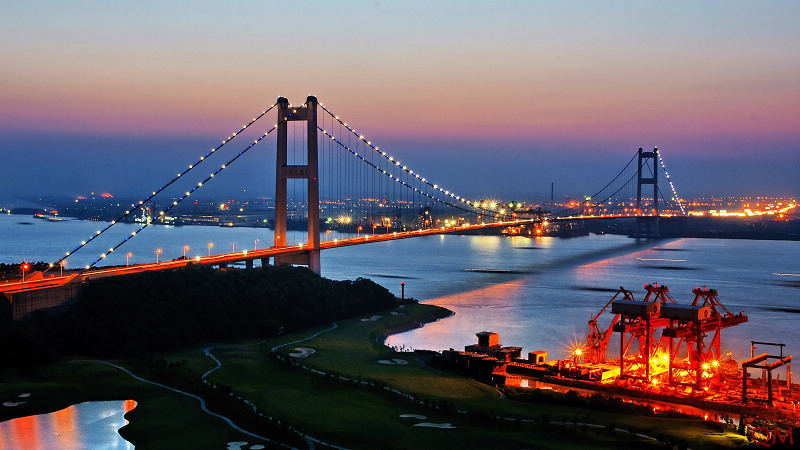
Puerto de Jiangyin

#### Ferrocarril
El área de Wuxi actualmente tiene el ferrocarril Beijing-Shanghái, el ferrocarril de alta velocidad Shanghái-Nanjing, el ferrocarril de alta velocidad Beijing-Shanghái, la línea de pasajeros Nanjing-Hangzhou, el ferrocarril Xinchang y el ferrocarril costero de alta velocidad Shanghái-Nanjing [ver ⁠102] El territorio cuenta con las estaciones de Wuxi (ferrocarril de alta velocidad Beijing-Shanghái, ferrocarril de alta velocidad Shanghái-Nanjing), estación este de Wuxi (ferrocarril de alta velocidad Beijing-Shanghái), estación del nuevo distrito de Wuxi (ferrocarril de alta velocidad Shanghái-Nanjing) y Huishan. Estación (tren de alta velocidad Shanghái-Nanjing, la estación implementará planes de expansión en el futuro), estación Yixing (línea dedicada al transporte de pasajeros Ninghang-Hangzhou), cinco estaciones de pasajeros, todas afiliadas a la Oficina de Ferrocarriles de Shanghái, de las cuales la estación Wuxi es una Estación especial para pasajeros y mercancías.
Actualmente, la Plaza Sur de la Estación Wuxi está iniciando el proyecto de renovación de antiguos edificios cuadrados y túneles subterráneos; en un futuro próximo, el ferrocarril interurbano Tai-Xi-Yi y el ferrocarril interurbano del río Yangtze planificados por la provincia de Jiangsu también se establecerán en La estación Huishan en Wuxi, beneficiada. La estación de montaña también aprovechará esta oportunidad para expandirse.

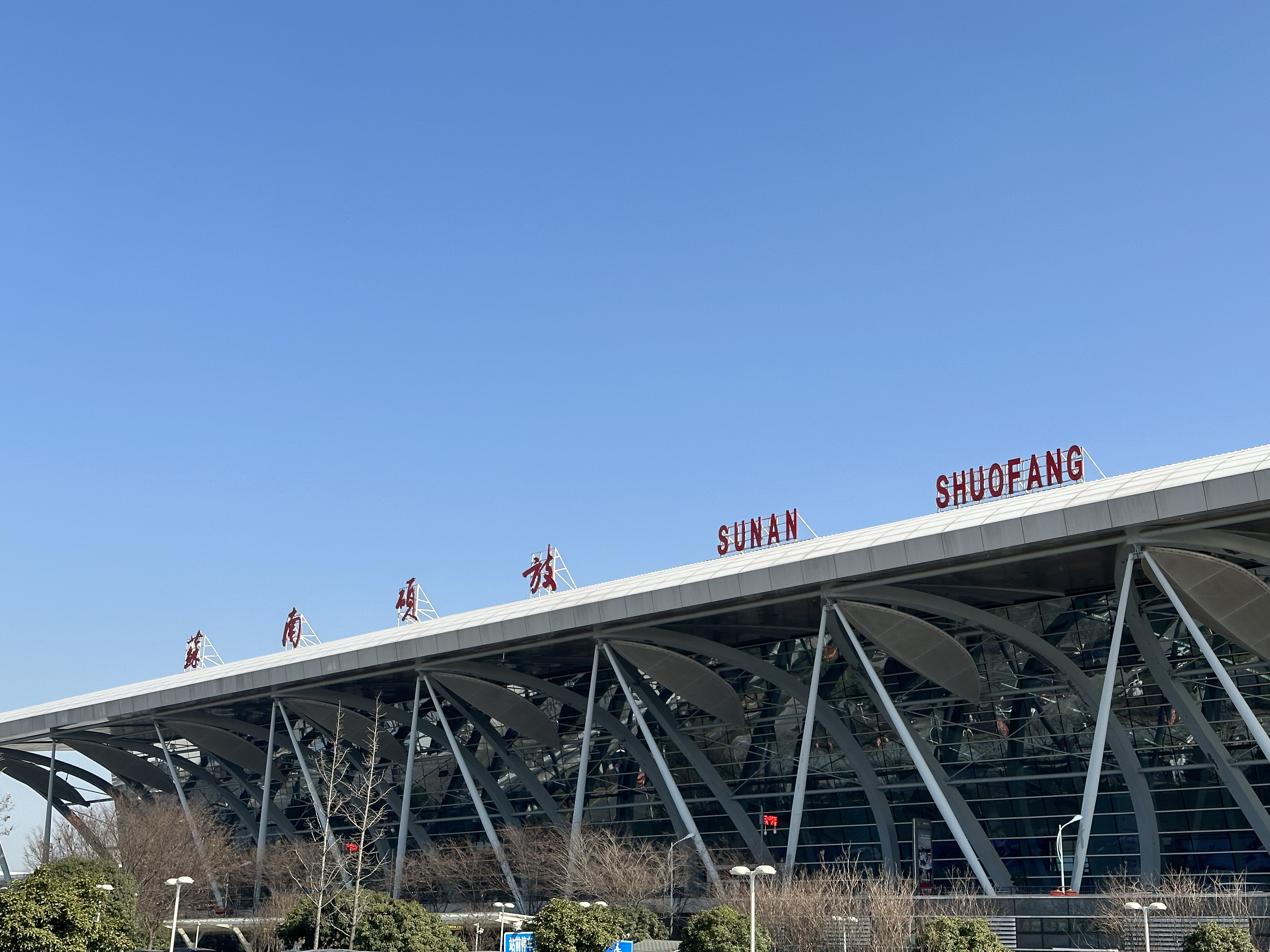
Aeropuerto de Wuxi

#### Aviación
El Aeropuerto Internacional Sunan Shuofang (código IATA: WUX; código OACI: ZSWX) está ubicado en la calle Shuofang en el sureste del nuevo distrito de Wuxi, a unos 14 kilómetros de la ciudad de Wuxi y a 20 kilómetros de la ciudad de Suzhou. El aeropuerto fue originalmente el cuartel general del Cuerpo de la Fuerza Aérea de la Región Militar de Nanjing del Ejército Popular de Liberación y en la década de 1980 abrió la primera ruta aérea conjunta de China a Beijing, que luego fue suspendida en 2002. Los vuelos de la aviación civil se han reiniciado desde 2004. El 11 de mayo de 2010, el Gobierno Popular Provincial de Jiangsu decidió establecer el Aeropuerto Internacional Sunan Shuofang sobre la base del Aeropuerto Wuxi Shuofang, construido conjuntamente por la ciudad de Wuxi y ciertos accionistas.
Según la "Planificación Regional para la Región del Delta del Río Yangtze" del Consejo de Estado, el Aeropuerto Internacional Sunan Shuofang eventualmente se convertirá en un aeropuerto troncal nacional, un puerto de aviación de primera clase en el sur de Jiangsu y un aeropuerto central regional. Desde su inauguración, el aeropuerto ha abierto numerosos vuelos nacionales y extranjeros a Beijing, Guangzhou, Shenzhen, Chengdu, Chongqing, Kunming, Lijiang, Hong Kong, Macao, Taiwán, Osaka, Tokio, Bangkok, etc. El aeropuerto también tiene un punto de visa portuario para los residentes de Taiwán para facilitar a los residentes de Taiwán viajar hacia y desde el sur de Jiangsu. A finales de 2013, el aeropuerto manejó 3,590,2 millones de pasajeros y 87,600 toneladas de carga y correo, ubicándose en el puesto 39 y 24 respectivamente entre los 9 aeropuertos de la provincia de Jiangsu en términos de volumen de negocios. Es el único aeropuerto rentable fuera del Aeropuerto Internacional de Lukou. En el futuro, el Aeropuerto Internacional Sunan Shuofang ampliará la plataforma T3 y la segunda pista. El objetivo a largo plazo es satisfacer el tráfico anual de pasajeros de 25 millones y la capacidad de carga anual de 1,5 millones de toneladas.
Además, el 4 de agosto de 2020, Wuxi Transportation Industry Group y Yunnan Jingcheng Group celebraron una ceremonia de firma del acuerdo marco de transferencia de capital de Ruili Aviation Co., Ltd. En 2021, después de que Ruili Airlines completara el cambio de capital, Wuxi Transportation Industry Group invirtió en la empresa. A finales de 2021, la empresa completó el cambio de licencia comercial y cambió el nombre de la empresa a "Sunan Ruili Aviation Co., Ltd." En abril de 2022, la Oficina de Supervisión de Yunnan completó el trabajo de revisión complementario para el cambio del certificado de operación de Ruili Airlines y cambió oficialmente el nombre de la empresa de "Ruili Airlines Co., Ltd." a "Sunan Ruili Airlines Co., Ltd".
En 2023, el Aeropuerto Internacional Wuxi Sunan Shuofang iniciará oficialmente el proyecto de ampliación, que incluye un nuevo edificio de terminal de carga y parte del proyecto de calle de rodaje de la segunda pista. Además, el aeropuerto de Wuxi tiene previsto construir una segunda pista.
El 14 de diciembre de 2024, el rendimiento anual de pasajeros del aeropuerto de Shuofang superó los 10 millones por primera vez, convirtiéndose en el segundo aeropuerto de la provincia de Jiangsu con un rendimiento anual de pasajeros de más de 10 millones. El aeropuerto de Wuxi Shuofang también planea construir una nueva segunda pista. y ampliar la primera pista, la nueva terminal T3, el centro de transporte integral y otros contenidos han sido aprobados por la Administración de Aviación Civil de China.

#### Transporte de agua
El transporte por vías navegables interiores de Wuxi comenzó con el transporte por agua y actualmente depende de sistemas de agua inherentes como el Gran Canal Beijing-Hangzhou, el Canal Wushen y el Lago Taihu. A finales de 2013, el kilometraje total de las vías navegables construidas alcanzó los 1.577,97 kilómetros, y el kilometraje de Las vías navegables niveladas tenían una longitud de 476,89 kilómetros y pueden ser navegables en todas las estaciones.

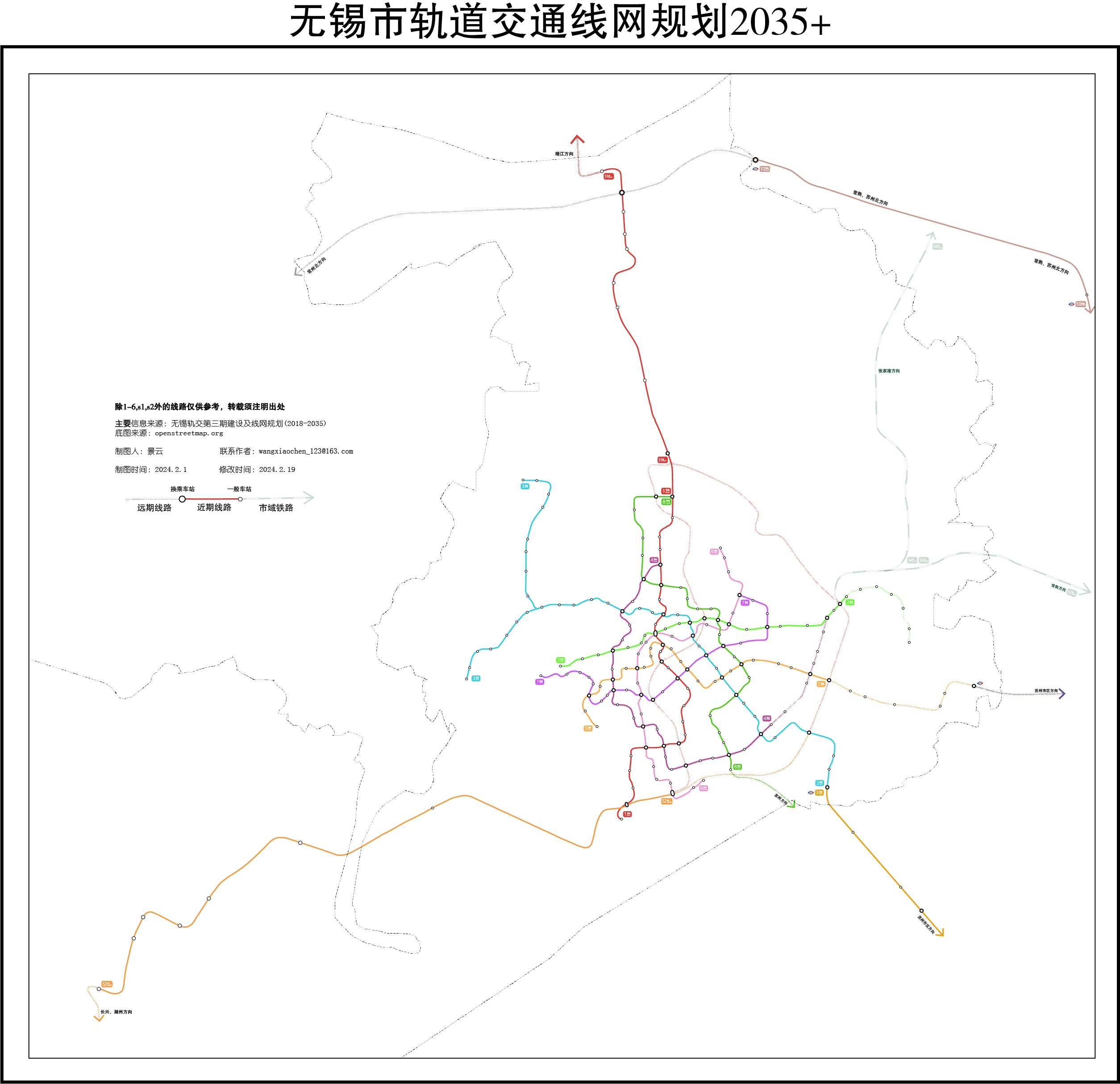
Metro de Wuxi

#### Metro de Wuxi
El Metro de Wuxi opera actualmente las Líneas 1, Línea 2, Línea 3 y Línea 4, así como la Línea S1, con una longitud total de 145 kilómetros, formando un esqueleto de red de tránsito ferroviario en forma de cruz que corre de este a oeste y de norte a sur. En el plan, la ciudad de Wuxi construirá una red de transporte ferroviario con 9 metros urbanos y 2 líneas de transporte ferroviario urbano, con un total de 11 líneas.
A finales de 2023, la ciudad de Wuxi lanzó sucesivamente la tercera ronda de construcción de líneas de tránsito ferroviario y comenzó sucesivamente la construcción de la Línea S1, la Línea S2, la segunda fase de la Línea 4, la Línea 5 del Metro y la primera fase de la Línea 6 del Metro.

## Turismo

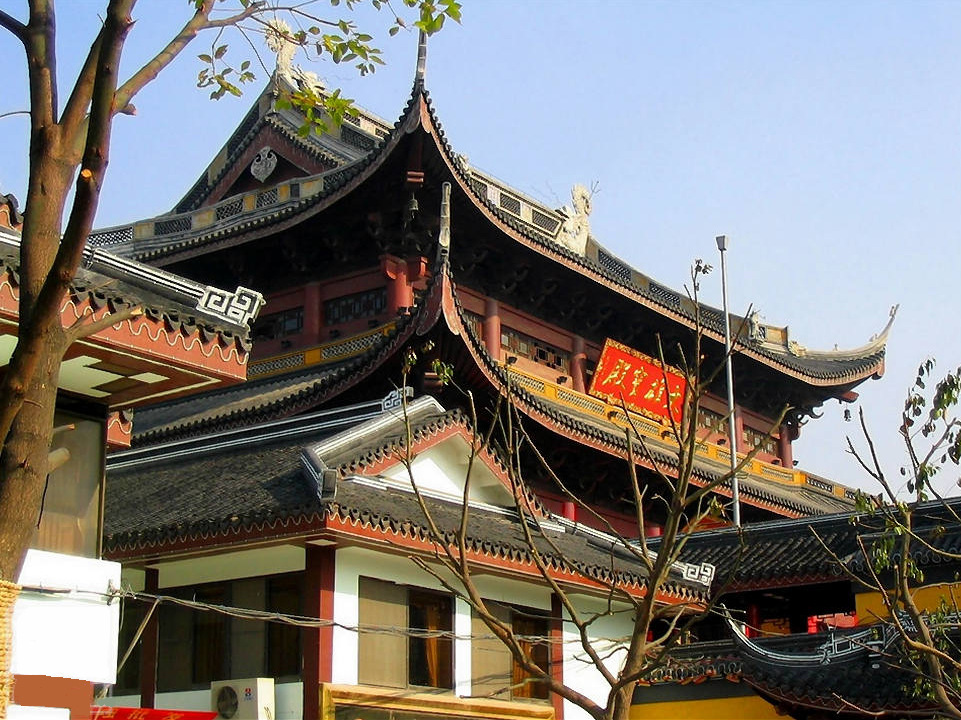
Templo y pagoda de Nanchan

Wuxi es un enclave turístico importante del Delta del río Yangtsé. La ciudad cuenta tanto con atractivos turísticos naturales como creados por el hombre.

### Lago Taihu
La ciudad de Wuxí se encuentra a orillas del lago Taihu, cuyas tranquilas aguas ofrece múltiples lugares de interés para los visitantes, entre ellos destaca la isla de la cabeza de tortuga (Yuantou Zhu) y la isla de las divinidades (Taihu Xiandao).

### La estrella del lago Taihu
La estrella del lago Taihu es una noria gigante situada a orillas del lago Taihu, tiene un altura de 115 metros y tarda 18 minutos en completar una vuelta entera. Desde la noria los turistas pueden disfrutar de las vistas del lago así como de una panorámica del centro de la ciudad de Wuxi. Por la noche la noria es usada para emitir efectos de luz.

### El monte Xi y el monte Hui
Son dos pequeñas montañas situadas en la parte occidental de la ciudad, sus nombres significan literalmente "montaña de estaño" y "montaña bondadosa", al pie de las montañas se encuentran los jardines (Ji-chang-yuan) y (Tianxia di er quan).

### Gran Buda de Ling Shan
Cerca de la ciudad de Wuxi se encuentra el Gran Buda de Ling Shan, se trata de una estatua de Buda de más de 80 metros de altura, lo que la convierte en una de las estatuas más grandes de toda China y la novena estatua más grande del mundo.

## Galería de imágenes

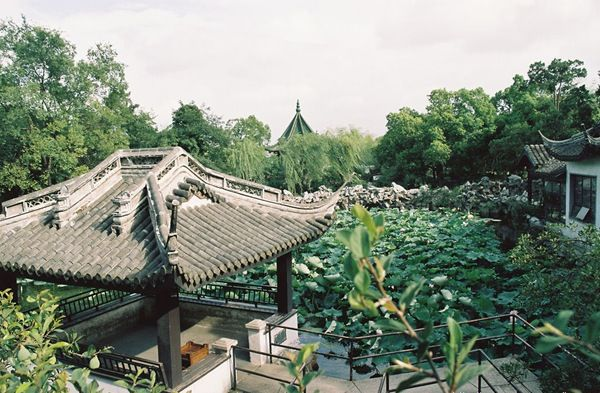
Jardines de Liyuan
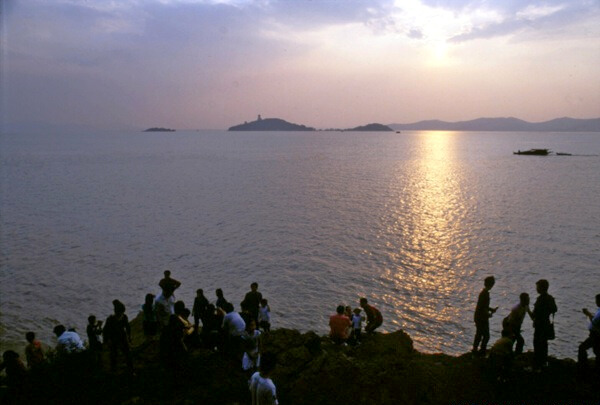
Península de Yuantouzhu, islas Sanshan y lago Tai, Wuxi
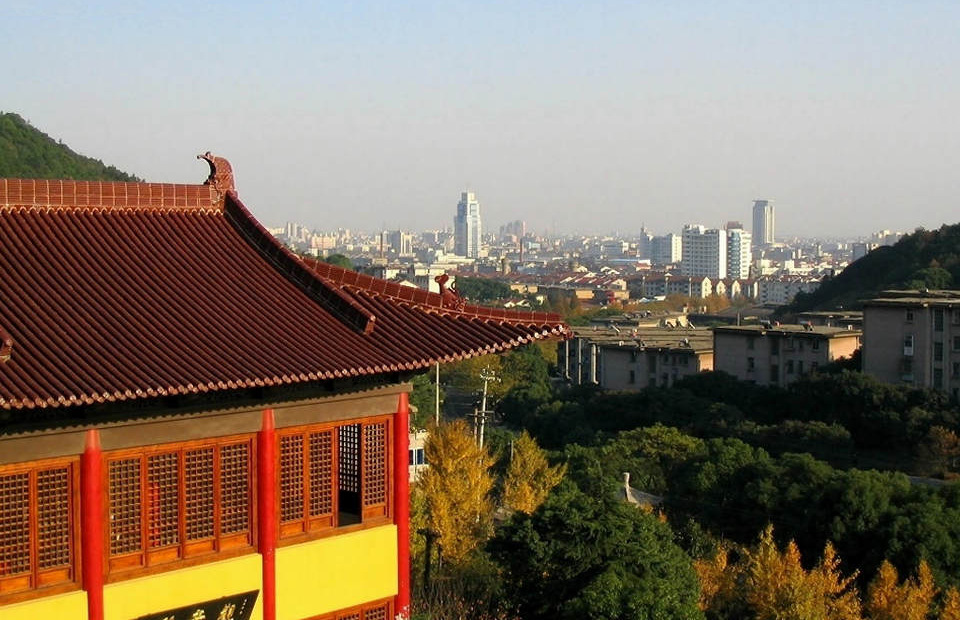
Parte oeste de Wuxi desde el templo del monte Qingshan
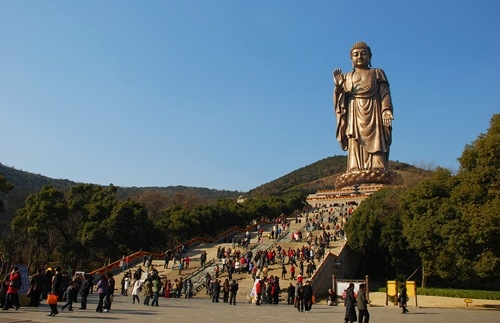
Buda gigante de Ling Shan, Wuxi
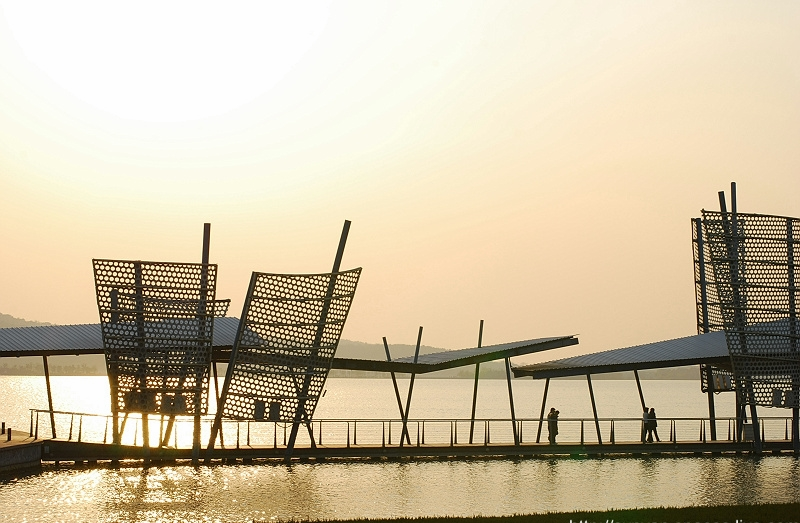
"La luz del lago Lihu", Wuxi
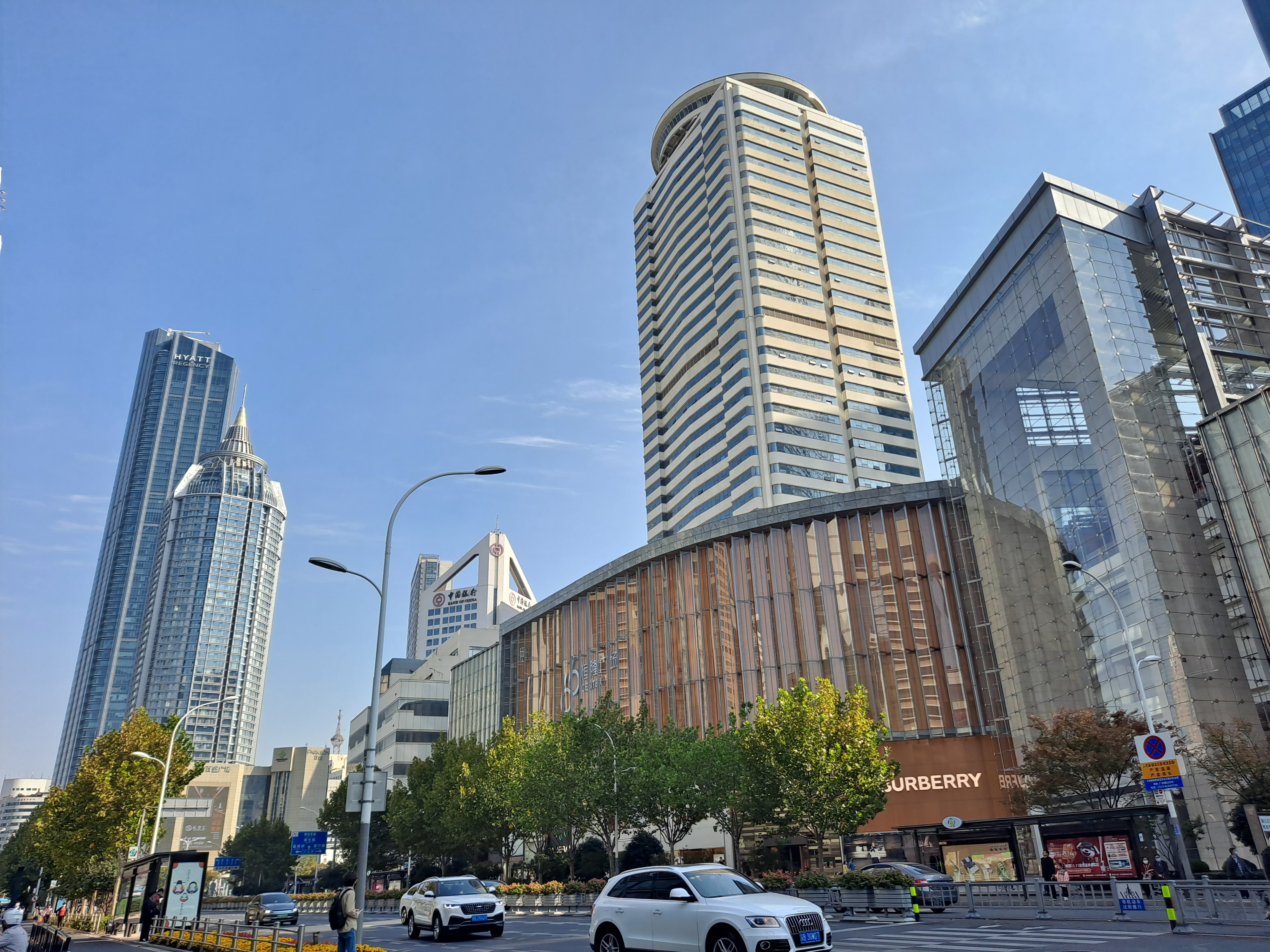
Centro de la ciudad de Wuxi
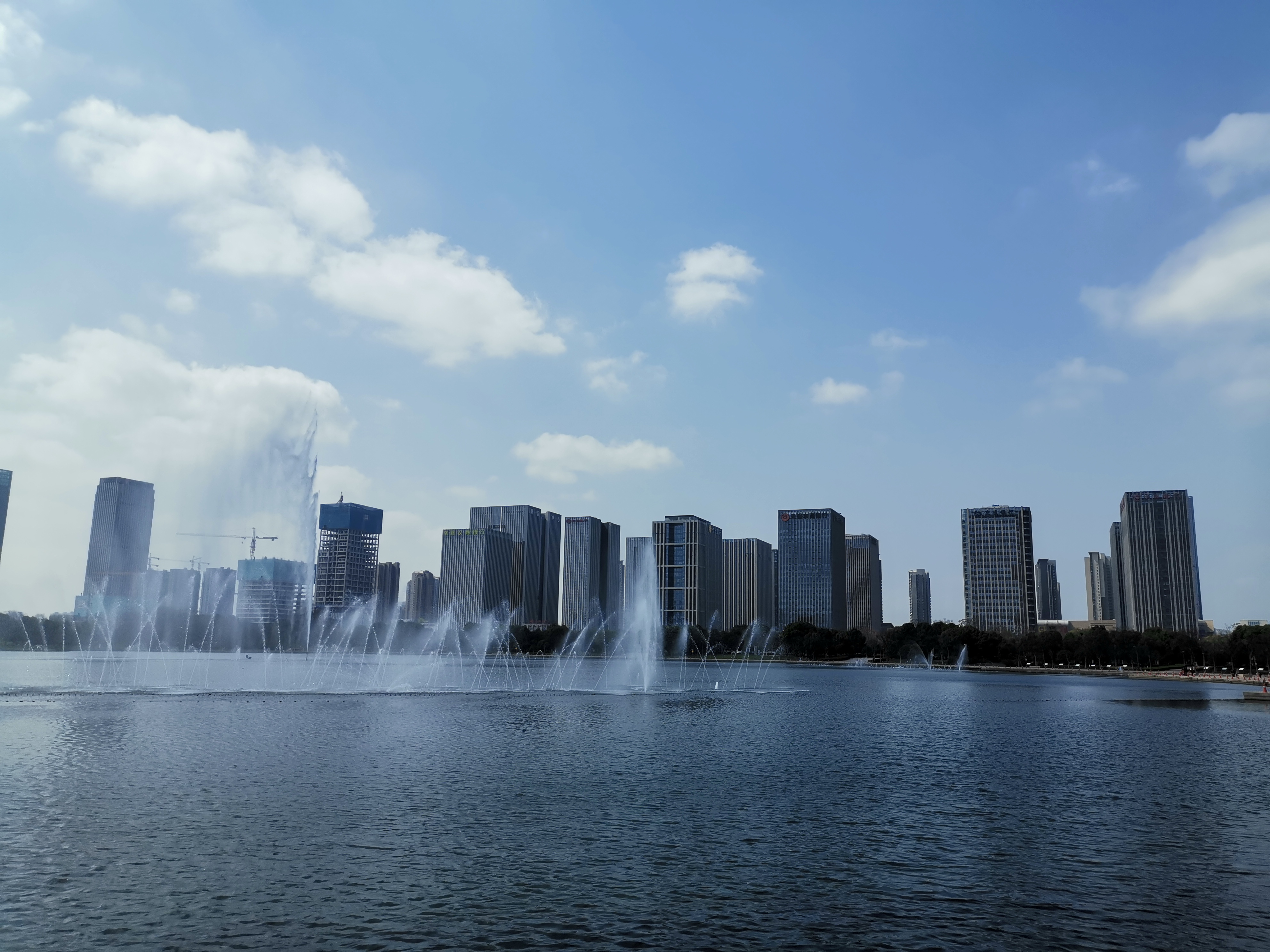
Ciudad nueva de Taihu

## Ciudades hermanadas
Wuxi está hermanada con 18 ciudades:
- Cascais, Portugal (desde el 14 de septiembre de 1993)
- Akashi, Japón (desde el 29 de agosto de 1981)
- Chattanooga, Tennessee, Estados Unidos (desde el 12 de octubre de 1982)
- Sagamihara, Japón (desde el 6 de agosto de 1985)
- Hamilton, Nueva Zelanda (desde el 5 de julio de 1986)
- Scarborough, Ontario, Canadá (desde el 10 de abril de 1996)
- Davis, California, Estados Unidos (desde octubre de 2003)
- Alameda, California, Estados Unidos (desde el 2004)
- Bocholt, Alemania
- Gimhae, Corea del Sur (desde el 14 de diciembre de 2005)
- Daejeon, Corea del Sur (desde el 27 de agosto de 2006)
- Ballerup, Dinamarca (desde el 2007)
- Kortrijk, Bélgica (desde el 30 de octubre de 2007)
- Zielona Góra, Polonia (desde 2008)
- Tiberíades, Israel (desde 2008)
- Norwich, Connecticut, Estados Unidos (desde el 17 de agosto de 2010)
- Tecate, México
- Puebla de Zaragoza, México (desde 2012)
- Viña del Mar, Chile (desde 2012)